# Singolo (filosofia)
In filosofia, il singolo è l'individuo considerato come valore sommo.

## Il concetto nella storia della filosofia
Tale concetto è stato sviluppato in particolare dal filosofo danese Søren Kierkegaard (1813-1855), il quale, in contrapposizione a Georg Hegel, asserì che l'esistenza si afferma nella realtà singolare, senza mai coincidere con il concetto. In particolare, l'uomo si distinguerebbe dall'animale proprio in questo, nel fatto che il singolo uomo "sta più in alto" del genere umano. Inoltre – sostiene il pensatore danese – non sarebbe neanche possibile aderire autenticamente alla religione cristiana senza una decisione personalissima del singolo credente.
La personale vicenda di Gesù di Nazareth, ne è infatti la genuina testimonianza storica: la singolarità del vero è ontologicamente superiore alla fumosa universalità della verità.
La categoria della singolarità si contrappone al contempo in maniera antitetica alla categoria della folla, considerata da parte del filosofo danese come foriera di valori negativi, similmente a quanto il filosofo stoico Seneca affermava nelle sue Lettere a Lucilio.
Concetti analoghi al singolo in Kierkegaard sono quelli espressi da Max Stirner ("l'Unico") e Friedrich Nietzsche ("l'Oltreuomo"); Karl Jaspers ha inoltre ripreso il concetto di "singolo", evidenziandone il carattere "eccezionale".